# Монарх тиніанський
Монарх тиніанський (Monarcha takatsukasae) — вид горобцеподібних птахів родини монархових (Monarchidae). Ендемік Північних Маріанських Островів.

## Опис
Довжина птаха становить 15 см. Верхня частина тіла коричнево-шоколадна, крила і хвіст чорні, кінчик хвоста білий, на крилах білі смужки. Обличння і нижня частина тіла коричнюваті, тім'я сіре, гузка біла.

## Поширення і екологія
Тиніанські монархи раніше були ендеміками острова Тініан, а в 2015-2016 роках були інтродуковані на острів Гугуан, де вони успішно прижилися. Живуть в тропічних лісах і чагарникових заростях.

## Збереження
МСОП класифікує цей вид як вразливий. За оцінками дослідників, популяція тиніанських монархів становить близько 91420 птахів. Їм загрожує знищення природного середолвища. Велику загрозу для популяції може становити поява на островах інвазивної бурої бойги.